# صندلی تاشو

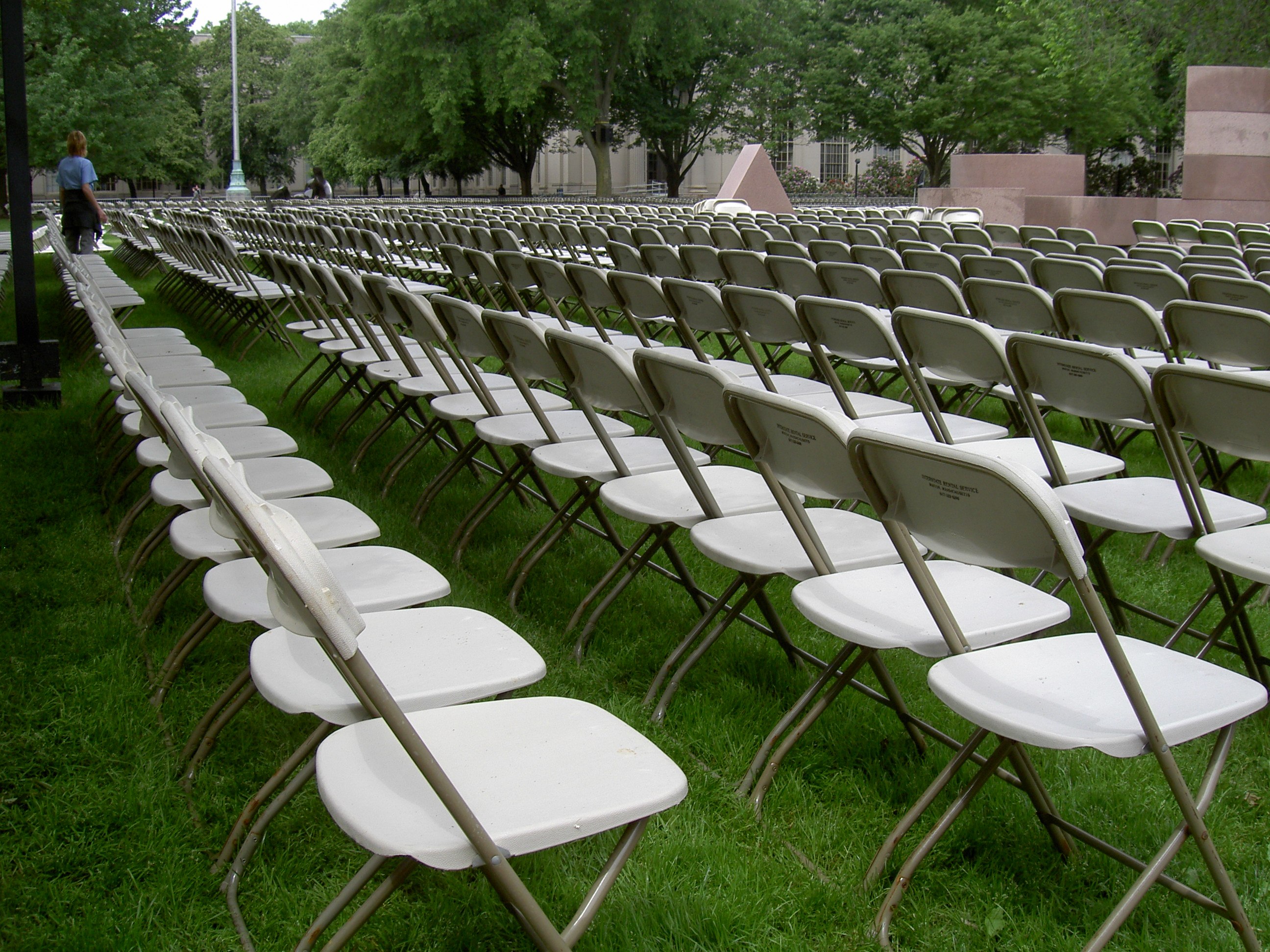
صندلی تاشو در فضای باز

صندلی تاشو یک صندلی سبُک و با جابجایی آسان است که قابلیت تاشدن دارد و می‌توان از آن در جاهای گوناگونی استفاده کرد. صندلی‌های باغی و مسافرتی نیز در دستهٔ صندلی‌های تاشو قرار می‌گیرند.

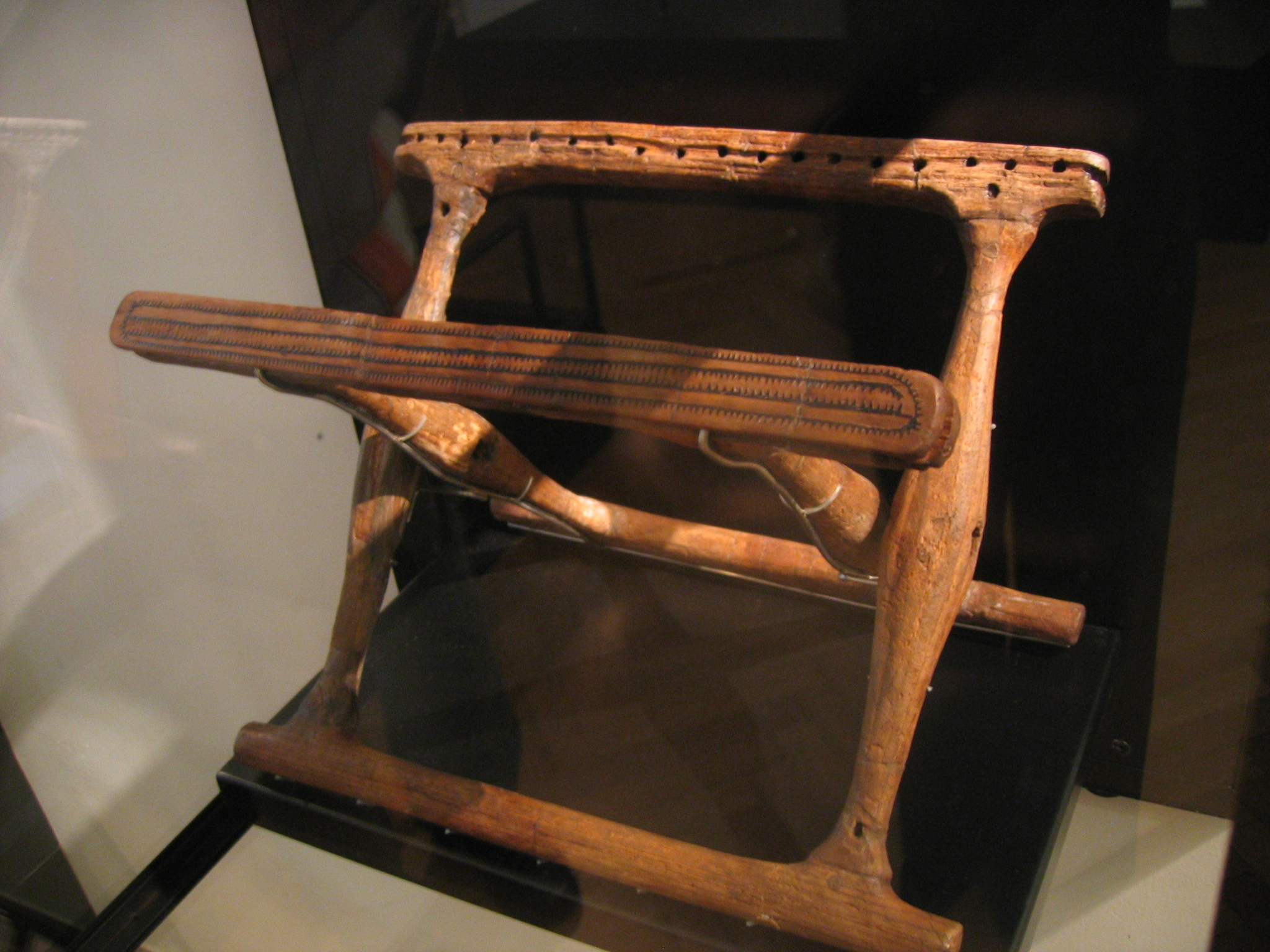
صندلی تاشوی Guldhøj, دانمارک، نیمهٔ دوّم قرن چهاردهم)

## تاریخچه
صندلی‌های تاشو در مصر باستان، یونان، ایران باستان و رم مورد استفاده بوده‌اند. در ایالات متحده، یک ثبت اختراع برای یک صندلی تاشو از سوی جان چَم در سال ۱۸۵۵ میلادی ثبت شده است. در سال ۱۹۴۷، فردریک آرنولد اولین صندلی تاشو آلومینیومی با تسمه‌های پارچه‌ای را ساخت. در سال ۱۹۵۷ آرنولد، در بروکلین، نیویورک بیش از ۱۴۰۰۰ صندلی در روز تولید می‌کرد.

## نگارخانه

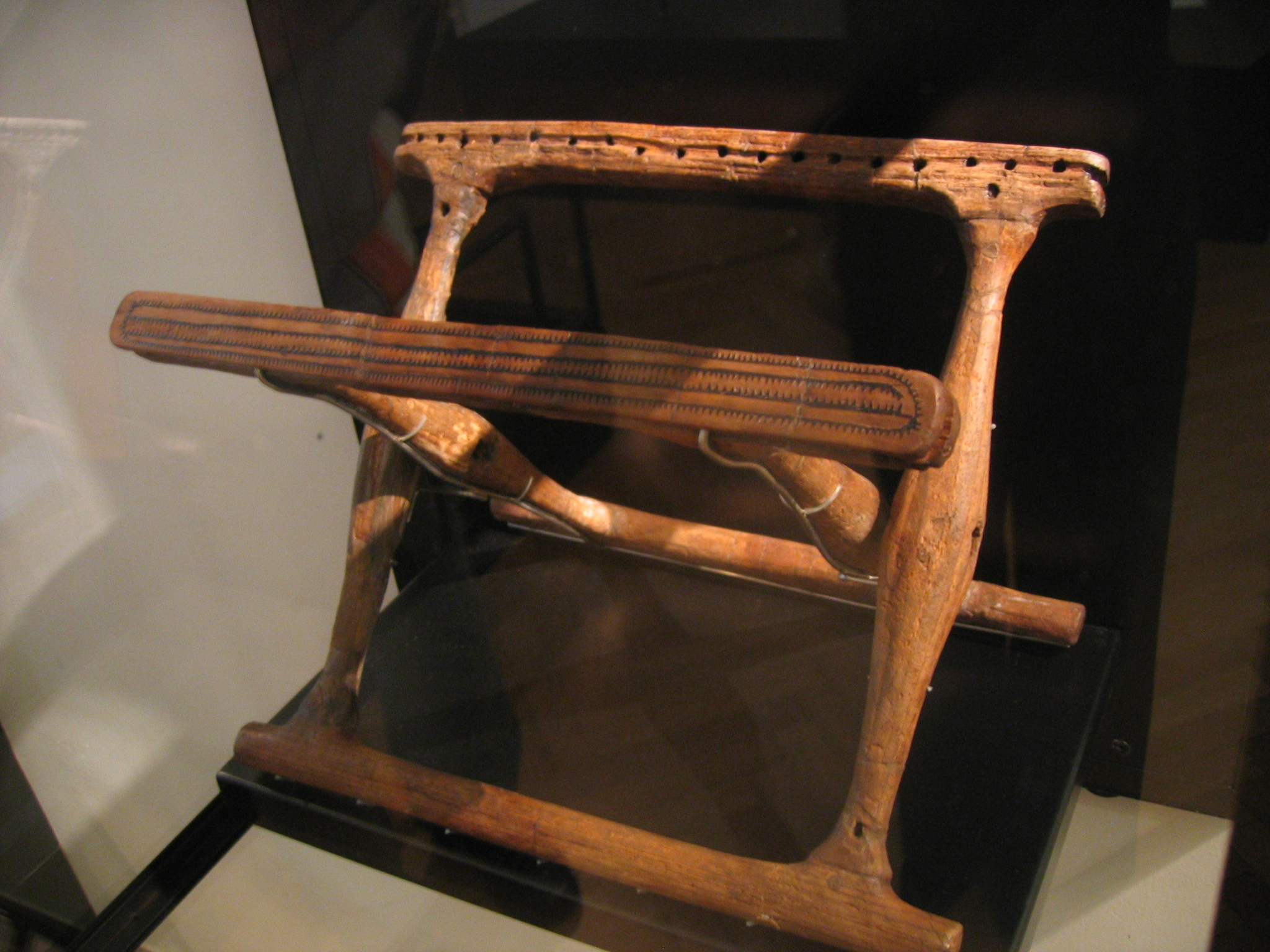
از نیمهٔ قرن چهاردهم میلادی
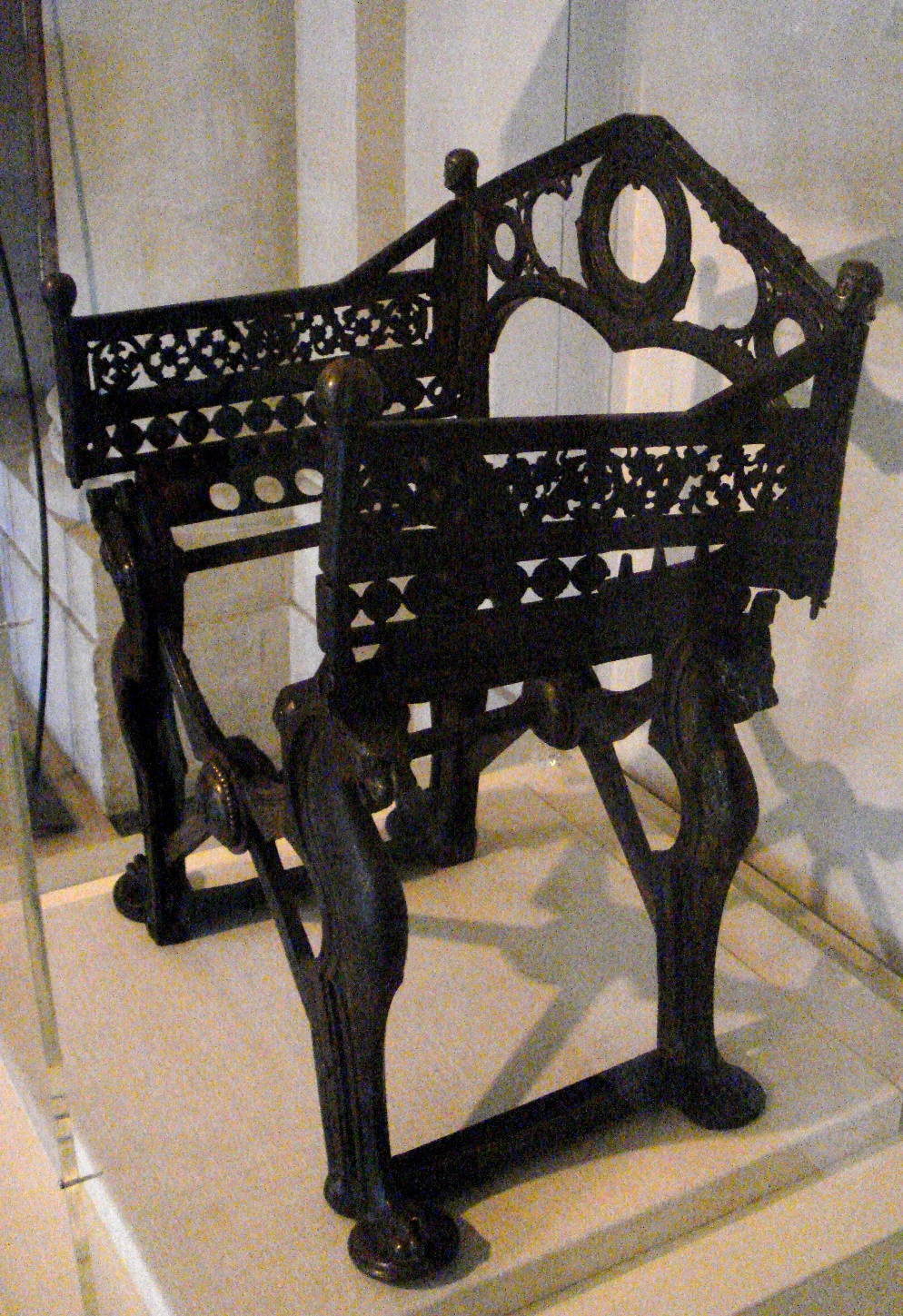
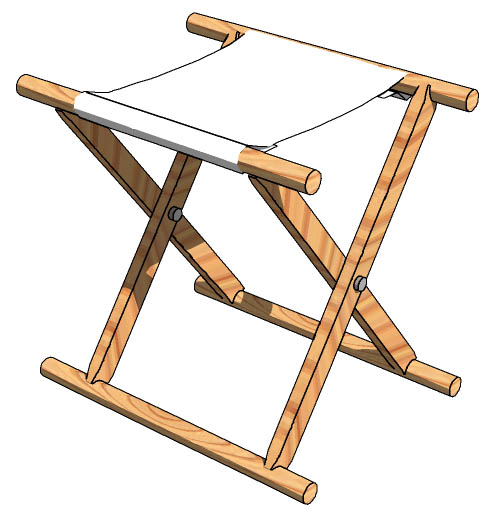
تاشوی ژاپنی
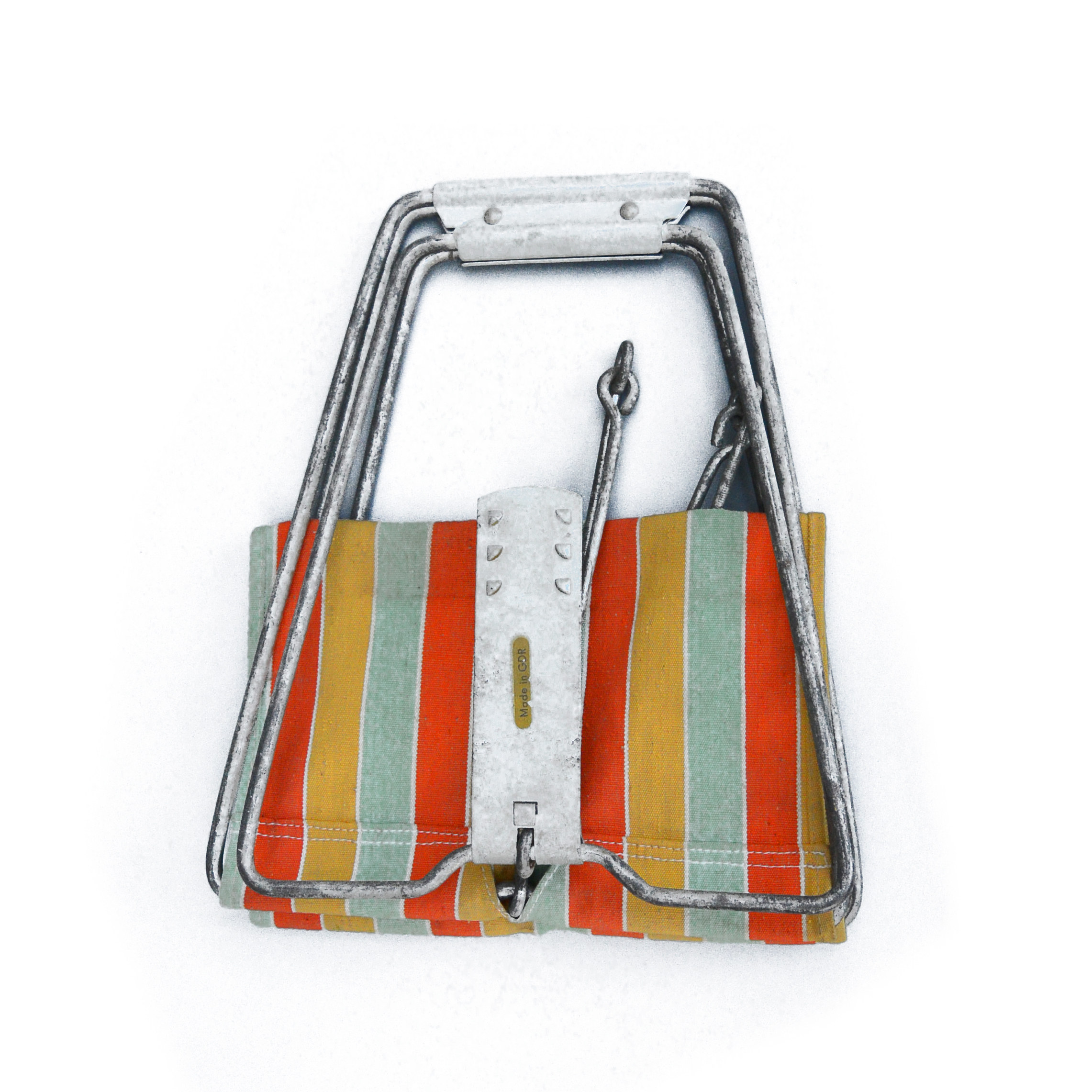
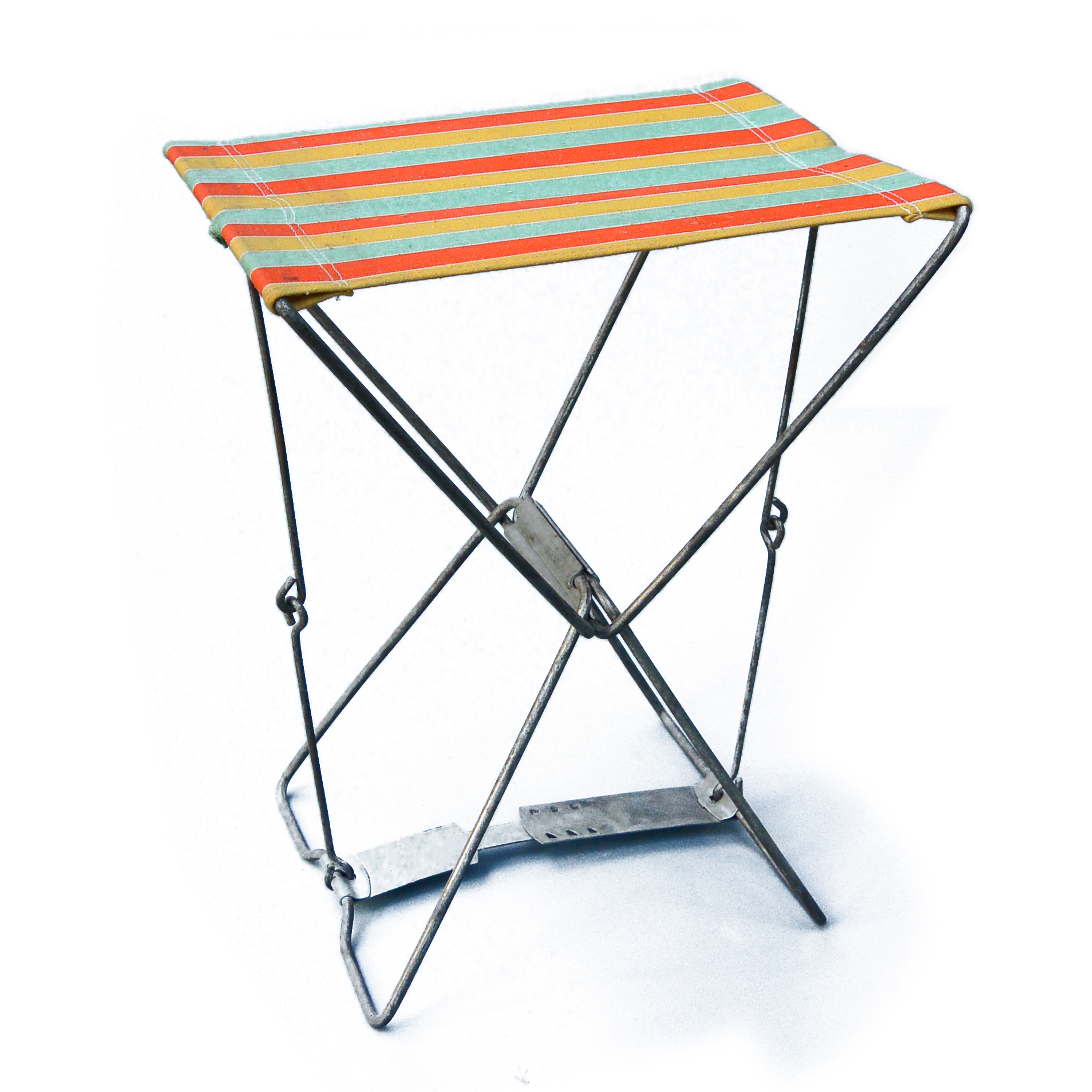
مدل سفری
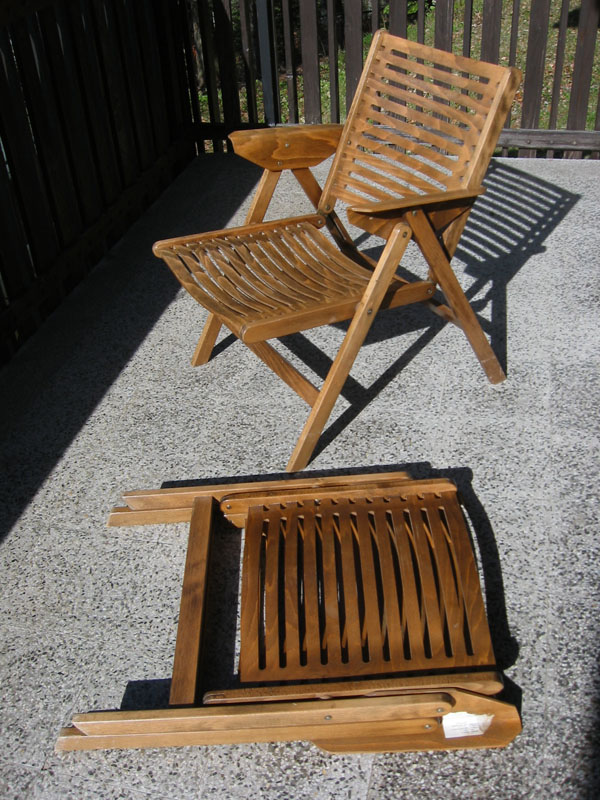
مدل چوبی
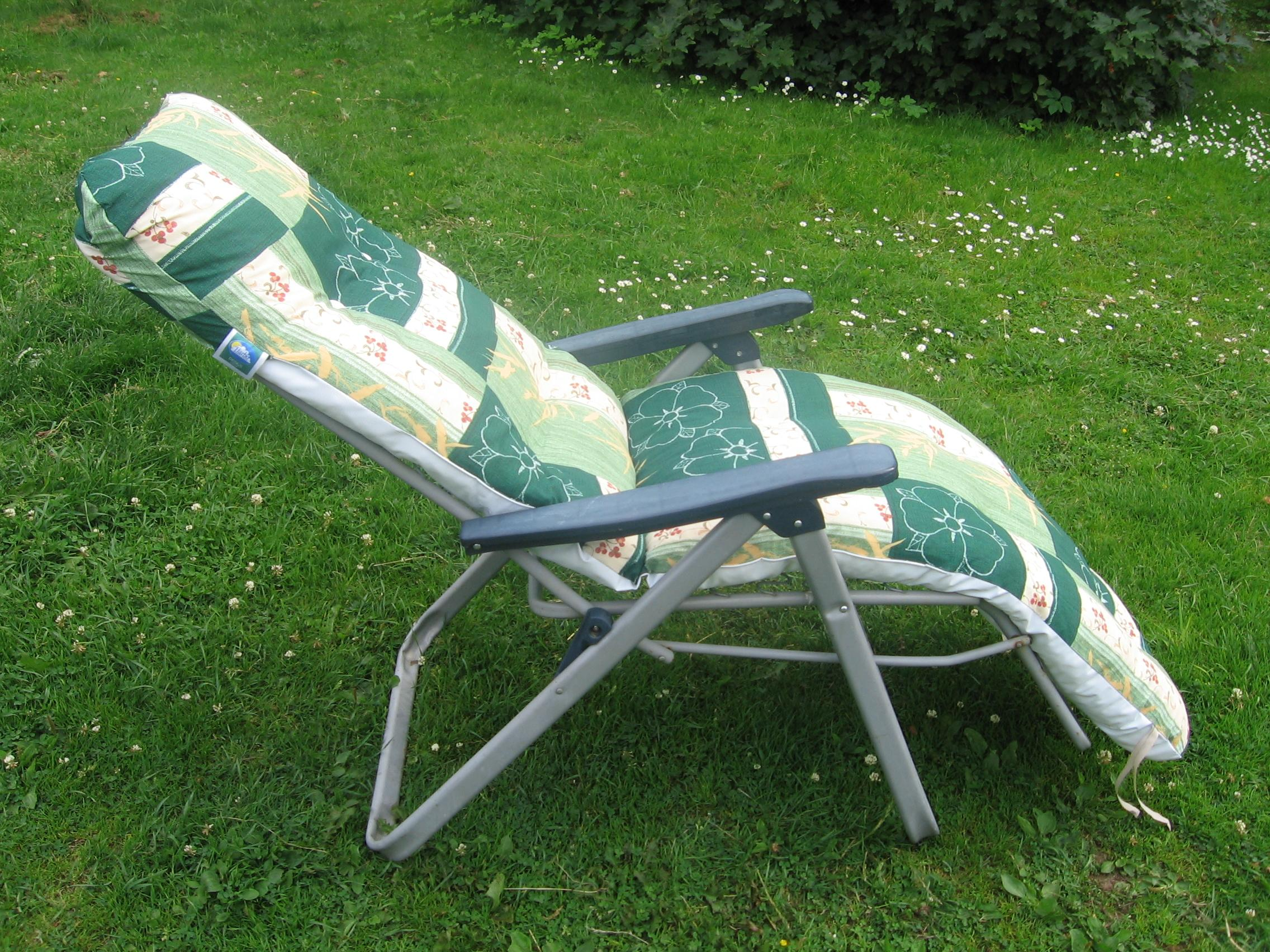
صندلی تاشو